# Анрі Дютійо

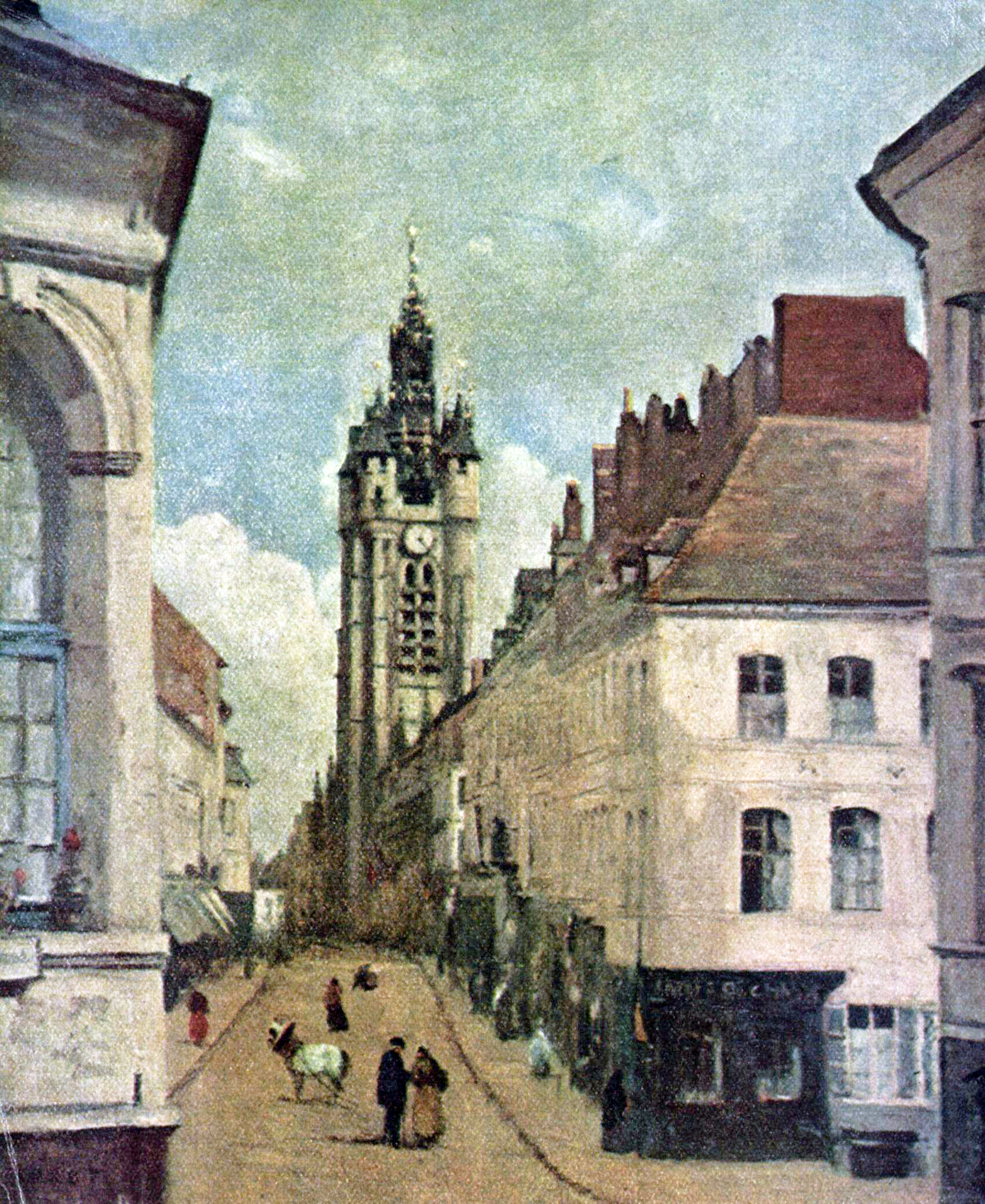
Каміль Коро. Дзвіниця в Дуе, 1871

Анрі Дютійо (фр. Henri Dutilleux; 26 січня 1916, Анже — 22 травня 2013, Париж) — французький композитор.

## Біографія
Серед предків Дютійо — живописці і композитори, друзями родини були свого часу Делакруа, Коро, Габріель Форе; один з його родичів — художник Моріс Буатель.
Навчався в консерваторії Дуе, потім — в Паризькій консерваторії. Отримав Римську премію за кантату «Перстень короля» (1938). У 1942 році кілька місяців керував оркестром Паризької опери, в 1944–1963 роках працював на радіо. У 1961 році Альфред Корто запросив його викладати в паризьку Нормальну школу музики, з 1970 він викладав також у Консерваторії. Серед учнів Дютійе — композитор Жерар Грізе. Писав музику для театру та кіно.
Дружина — піаністка Женев'єва Жуа (1919–2009).
Творчість Анрі Дютійо характеризується впливом Равеля, Дебюссі, Альбера Русселя. Композитор співпрацював з Роланом Петі, Мстиславом Ростроповичем, Айзеком Стерном та іншими.

## Визнання
Велика національна музична премія (1967), Імператорська премія (1994), Орден Почесного легіону (2004), премія Ернста Сіменса (2005), Золота медаль Королівського філармонічного товариства Великої Британії (2008).

## Спадщина
- Соната для фортепіано (1947, присв. Женев'єву Жуа)
- Симфонія № 1 (1951)
- Le Loup, балет, лібрето Жана Ануя (1953)
- Chansons de bord для дитячого хору (1954)
- Симфонія № 2 «Двійник» (1959)
- Métaboles для оркестру (1965)
- Tout un monde lointain … для віолончелі та оркестру, на вірші Бодлера (1970)
- Trois strophes sur le nom de Sacher для віолончелі соло (1976)
- Ainsi la Nuit для струнного квартету (1977)
- Timbres, espace, mouvement або La Nuit Étoilée для оркестру, по картині Ван Гога Зоряна ніч (1978)
- L'Arbre des Songes для скрипки та оркестру (1985)
- Mystère de l'Instant для цимбалів, струнного оркестру і ударних (1989)
- Les Citations для гобоя, клавесина, контрабаса та перкусії (1991)
- The Shadows of Time для оркестру та дитячого хору (1997)
- Sur le même accord, ноктюрн для скрипки та оркестру, присвячується Анне-Софі Муттер (2002)
- Correspondances для голосу і оркестру на слова Прітвіндри Мукерджі, Олександра Солженіцина, Рільке і Ван Гога, присвячується Доун Апшоу (2003)
- Le Temps l'horloge для голосу і оркестру на вірші Жана Тардьє і Робера Десноса, присвячується Рене Флемінг (2007)